# Araçariguama
Araçariguama est une municipalité brésilienne de l'État de São Paulo et la Microrégion de Sorocaba.

## Démographie
| Évolution de la population (municipalité) | Évolution de la population (municipalité) | Évolution de la population (municipalité) | Évolution de la population (municipalité) |
| Année                                     | Population                                |                                           | %±                                        |
| ----------------------------------------- | ----------------------------------------- | ----------------------------------------- | ----------------------------------------- |
| 1920                                      | 4 310                                     |                                           |                                           |
| 2000                                      | 11 154                                    |                                           | —                                         |
| 2010                                      | 17 080                                    |                                           | 53,1%                                     |
| 2022                                      | 21 522                                    |                                           | 26,0%                                     |
| ,                                         |                                           |                                           |                                           |